# Anthaxia insulaecola
Anthaxia insulaecola es una especie de escarabajo del género Anthaxia, familia Buprestidae. Fue descrita científicamente por Obenberger en 1944.